# Campeonato Mundial de Fórmula 1 de 2027
O Campeonato Mundial de Fórmula 1 da FIA de 2027 será a 78ª temporada do Campeonato Mundial de Fórmula 1, que é reconhecido pela Federação Internacional de Automobilismo (FIA), o órgão regulador do automobilismo internacional, como a mais alta categoria de competição para carros de corrida monopostos. O campeonato deve ser disputado em vários Grandes Prêmios realizados em diferentes países. Equipes e pilotos competirão para serem campeões mundiais de construtores e de pilotos, respectivamente.

## Pilotos e equipes
Os seguintes pilotos e equipes estão atualmente sob contrato para participar do Campeonato Mundial de Fórmula 1 de 2027:
| Equipe                             | Construtor                    | Unidade de potência | Pneu | Pilotos      | Pilotos          | Pilotos |
| Equipe                             | Construtor                    | Unidade de potência | Pneu | N.°          | Nome do piloto   | Sigla   |
| ---------------------------------- | ----------------------------- | ------------------- | ---- | ------------ | ---------------- | ------- |
| Alpine F1 Team                     | Alpine-Mercedes               | Mercedes            | P    |              | Por anunciar     |         |
| Alpine F1 Team                     | Alpine-Mercedes               | Mercedes            | P    | Por anunciar |                  |         |
| Aston Martin Aramco Honda          | Aston Martin Aramco-Honda     | Honda               | P    | 18           | Lance Stroll     | STR     |
| Aston Martin Aramco Honda          | Aston Martin Aramco-Honda     | Honda               | P    | Por anunciar |                  |         |
| Audi F1 Team                       | Audi                          | Audi                | P    |              | Por anunciar     |         |
| Audi F1 Team                       | Audi                          | Audi                | P    | Por anunciar |                  |         |
| Cadillac Formula 1 Team            | Cadillac-Ferrari              | Ferrari             | P    |              | Por anunciar     |         |
| Cadillac Formula 1 Team            | Cadillac-Ferrari              | Ferrari             | P    | Por anunciar |                  |         |
| Scuderia Ferrari HP                | Ferrari                       | Ferrari             | P    | 16           | Charles Leclerc  | LEC     |
| Scuderia Ferrari HP                | Ferrari                       | Ferrari             | P    | Por anunciar |                  |         |
| Haas F1 Team                       | Haas-Ferrari                  | Ferrari             | P    |              | Por anunciar     |         |
| Haas F1 Team                       | Haas-Ferrari                  | Ferrari             | P    | Por anunciar |                  |         |
| McLaren Formula 1 Team             | McLaren-Mercedes              | Mercedes            | P    | 4            | Lando Norris     | NOR     |
| McLaren Formula 1 Team             | McLaren-Mercedes              | Mercedes            | P    | 81           | Oscar Piastri    | PIA     |
| Mercedes-AMG Petronas F1 Team      | Mercedes                      | Mercedes            | P    |              | Por anunciar     |         |
| Mercedes-AMG Petronas F1 Team      | Mercedes                      | Mercedes            | P    | Por anunciar |                  |         |
| Visa Cash App Racing Bulls F1 Team | Racing Bulls-Red Bull Ford    | Red Bull Ford       | P    |              | Por anunciar     |         |
| Visa Cash App Racing Bulls F1 Team | Racing Bulls-Red Bull Ford    | Red Bull Ford       | P    | Por anunciar |                  |         |
| Red Bull Racing                    | Red Bull Racing-Red Bull Ford | Red Bull Ford       | P    | 33           | Max Verstappen   | VER     |
| Red Bull Racing                    | Red Bull Racing-Red Bull Ford | Red Bull Ford       | P    | Por anunciar |                  |         |
| Atlassian Williams Racing          | Williams-Mercedes             | Mercedes            | P    | 23           | Alexander Albon  | ALB     |
| Atlassian Williams Racing          | Williams-Mercedes             | Mercedes            | P    | 55           | Carlos Sainz Jr. | SAI     |

## Calendário
Os seguintes vinte Grandes Prêmios estão sob contrato para serem realizados como parte do calendário da temporada de 2027:
| Grande Prêmio                     | Circuito                                          | Ref.   |
| --------------------------------- | ------------------------------------------------- | ------ |
| Grande Prêmio de Abu Dhabi        | Circuito de Yas Marina, Abu Dhabi                 | [ 24 ] |
| Grande Prêmio da Arábia Saudita   | Circuito da Corniche de Gidá, Gidá                | [ 25 ] |
| Grande Prêmio da Austrália        | Circuito do Grande Prêmio de Melbourne, Melbourne | [ 26 ] |
| Grande Prêmio da Áustria          | Red Bull Ring, Spielberg                          | [ 27 ] |
| Grande Prêmio do Barém            | Circuito Internacional do Barém, Sakhir           | [ 28 ] |
| Grande Prêmio da Bélgica          | Circuito de Spa-Francorchamps, Stavelot           | [ 29 ] |
| Grande Prêmio do Canadá           | Circuito Gilles Villeneuve, Montreal              | [ 30 ] |
| Grande Prêmio do Catar            | Circuito Internacional de Lusail, Lusail          | [ 31 ] |
| Grande Prêmio da China            | Circuito Internacional de Xangai, Xangai          | [ 32 ] |
| Grande Prêmio da Cidade do México | Autódromo Hermanos Rodríguez, Cidade do México    | [ 33 ] |
| Grande Prêmio da Espanha          | Circuito de Madring, Madri                        | [ 34 ] |
| Grande Prêmio da Grã-Bretanha     | Circuito de Silverstone, Silverstone              | [ 35 ] |
| Grande Prêmio da Hungria          | Hungaroring, Mogyoród                             | [ 36 ] |
| Grande Prêmio da Itália           | Autódromo Nacional de Monza, Monza                | [ 37 ] |
| Grande Prêmio do Japão            | Curso Internacional de Corridas de Suzuka, Suzuka | [ 38 ] |
| Grande Prêmio de Las Vegas        | Circuito Urbano de Las Vegas, Las Vegas           | [ 39 ] |
| Grande Prêmio de Miami            | Autódromo Internacional de Miami, Miami Gardens   | [ 40 ] |
| Grande Prêmio de Mônaco           | Circuito de Mônaco, Mônaco                        | [ 41 ] |
| Grande Prêmio de São Paulo        | Autódromo José Carlos Pace, São Paulo             | [ 42 ] |
| Grande Prêmio de Singapura        | Circuito Urbano de Marina Bay, Singapura          | [ 43 ] |

| Grande Prêmio                        | Circuito                                  | Ref.          |
| ------------------------------------ | ----------------------------------------- | ------------- |
| Grande Prêmio do Azerbaijão          | Circuito Urbano de Bacu, Bacu             | [ 44 ]        |
| Grande Prêmio de Barcelona-Catalunha | Circuito de Barcelona-Catalunha, Montmeló | [ 45 ] [ 46 ] |
| Grande Prêmio dos Estados Unidos     | Circuito das Américas, Austin             | [ 47 ]        |
| Grande Prêmio dos Países Baixos      | Circuito de Zandvoort, Zandvoort          | [ 48 ]        |

### Mudanças no calendário
- O Grande Prêmio dos Países Baixos deixará o calendário da Fórmula 1 após a temporada de 2026.[48]